# یاسوتو هوندا
یاسوتو هوندا (به انگلیسی: Yasuto Honda) بازیکن فوتبال اهل ژاپن و عضو تیم ملی فوتبال ژاپن است که در تاریخ ۲۴ اکتبر ۱۹۹۵ میلادی اولین بازی ملی‌اش را انجام داد. او در ۲۹ بازی ملی حضور داشت و آخرین بازی ملی خود را در تاریخ ۲۶ اکتبر ۱۹۹۷ میلادی انجام داد. یاسوتو هوندا در بازی‌های ملی‌اش
۱ گل به ثمر رساند.